# Dani Gove
Daniel González Vergara (Orihuela, 1983), que firma como Dani Gove, es un historietista español.

## Biografía
En 2001 comenzó sus estudios académicos en la Universidad de Murcia, donde se graduó como Licenciado en Filología Inglesa. Sus primeros trabajos como profesor los combina con colaboraciones en radio y televisión locales.
A partir de 2013 forma parte del semanario de humor El Jueves. Junto a sus entregas semanales para el semanario, comenzó a colaborar periódicamente para 20 Minutos y para el diario El Mundo, compaginando su trabajo de humorista gráfico con ilustraciones y diseños para publicidad, festivales de música o eventos culturales. También escribe sobre juegos de mesa para el grupo 20 Minutos en la desaparecida sección «Ludorama». 
En 2015 lanzó «Ciencia Micción», su primera sección fija en El Jueves y que continúa publicándose semanalmente.
Más adelante publicó su primer álbum recopilatorio de viñetas bajo el título «Y llegó el Salvador», con la ayuda de la editorial de cómics Dibbuks. En 2017 estrenó en El Jueves otra serie de contenido costumbrista llamada «Hay Salseo», en donde analiza las ventajas y desventajas de diversos temas de la vida cotidiana. Actualmente esta serie se publica cada semana con el título «Pros&Cons». También realiza una serie de tutoriales de dibujo en formato audiovisual donde enseña a caricaturizar personalidades célebres de la actualidad.
Su primer libro, «2030», una distopía futurista y satírica, fue publicado en 2020 por la editorial Penguin Random House.
En 2021 publicó «Romper en caso de incendio», un álbum recopilatorio de sus viñetas de El Jueves, editado por Fandogamia.